# Грін (Мен)
Грін (англ. Greene) — місто (англ. town) в США, в окрузі Андроскоґґін штату Мен. Населення — 4376 осіб (2020).

## Демографія
Згідно з переписом 2010 року, у місті мешкало 4350 осіб у 1676 домогосподарствах у складі 1246 родин. Було 1880 помешкань
Расовий склад населення:
| - 97,6 % — білих - 0,4 % — чорних або афроамериканців - 0,2 % — корінних американців - 0,2 % — азіатів |

До двох чи більше рас належало 1,4 %. Частка іспаномовних становила 0,7 % від усіх жителів.
За віковим діапазоном населення розподілялося таким чином: 22,6 % — особи молодші 18 років, 65,2 % — особи у віці 18—64 років, 12,2 % — особи у віці 65 років та старші. Медіана віку мешканця становила 42,6 року. На 100 осіб жіночої статі у місті припадало 103,2 чоловіків;  на 100 жінок у віці від 18 років та старших — 100,0 чоловіків також старших 18 років.
Середній дохід на одне домашнє господарство  становив 78 111 долар США (медіана — 66 303), а середній дохід на одну сім'ю — 83 578 доларів (медіана — 71 625). Медіана доходів становила 51 063 долари для чоловіків та 35 685 доларів для жінок. За межею бідності перебувало 5,7 % осіб, у тому числі 2,2 % дітей у віці до 18 років та 11,0 % осіб у віці 65 років та старших.
Цивільне працевлаштоване населення становило 2372 особи. Основні галузі зайнятості: освіта, охорона здоров'я та соціальна допомога — 26,4 %, виробництво — 17,0 %, роздрібна торгівля — 13,7 %.